# 国際アート&デザイン大学校
国際アート&デザイン大学校（こくさいアート・アンド・デザインだいがくこう）とは、福島県郡山市にある私立の専修学校。
高等課程としてFSG高等部を設置している。

## 概要
デザイン・CG・イラスト・マンガ・音楽・声優・動物、各分野での専門的な知識と技術を学べる学校となっている。また、文部科学省が平成26年度よりスタートさせた「職業実践専門課程」では8学科が認定を受けている。
2017年（平成29年）4月より校名を国際アート＆デザイン大学校（旧校名：国際アート＆デザイン専門学校）へと変更し、産学官連携による実践教育の推進をはじめとするカリキュラムの改革に取り組んでいる。2018年（平成30年）には産学官連携の一環として、磐梯熱海温泉の複合施設『ほっとあたみ』のロゴ製作に協力した。

## 設置課程・学科
- 工業専門課程
  - グラフィックデザイン科（2年制・3年制）
  - ゲーム・CG科（2年制・3年制・4年制）
- 文化教養専門課程
  - ｅスポーツビジネス科（2年制・3年制・4年制）
  - 動画・映像クリエイト科（2年制）
  - コミックイラスト科（2年制・3年制）
  - マンガクリエイト科（2年制）
  - 声優科（2年制）
  - 音響･ミュージック科（2年制）
  - ペット総合科（2年制）
  - クリエイティブ研究科（1年制）
  - 日本語科進学2年コース
  - 日本語科進学1.5年コース
- 文化教養高等課程
  - クリエイティブ総合学科（3年制）

## 出身者

### 漫画家
- 小神奈々 - ドラゴン(兄)観察日記 など[2]